# 公園路後製公司
公園路後期製作公司（英語：Park Road Post）是紐西蘭的一家電影後期製作公司，屬於維塔工作室；其場地位於威靈頓郊區的美麗華。曾參與多部電影的後製工作，包括《魔戒》、《哈比人》、《第九禁區》、《丁丁歷險記》、《末代武士》、《戰狼2》等在內；截至2017年8月，該公司共參與了39部電影的後製。
2002年，《魔戒三部曲：王者再臨》電影的混音工作即是在該處完成的，使公園路後製公司因而獲得了奧斯卡最佳音效獎的榮譽，該公司因此聲名崛起。2006年，公園路後製公司因《金剛》再度贏得了奧斯卡最佳音效獎。

## 外部連結
- 官方网站（英文）
- Facebook專頁（英文）
- 推特帳戶（英文）